# Euglenes oculatissimus
Euglenes oculatissimus là một loài bọ cánh cứng trong họ Aderidae. Loài này được Wollaston miêu tả khoa học năm 1864.